# ارند (کهگیلویه)
مراجعه شود به آرند